# Dean Corll
Dean Arnold Corll, född 24 december 1939, död 8 augusti 1973, var en amerikansk seriemördare som kidnappade, våldtog, torterade och mördade minst 28 tonårspojkar och unga män mellan 1970 och 1973 i Houston och Pasadena, Texas. Han fick hjälp av två tonårigar, David Owen Brooks och Elmer Wayne Henley. Brotten, som blev kända som Houston Mass Murders, upptäcktes efter att Henley dödat Corll. Vid upptäckten ansågs det vara det värsta exemplet på seriemord i amerikansk historia.
Corls offer lockades vanligtvis med ett erbjudande om en fest eller skjuts till en av de olika adresserna han bodde på mellan 1970 och 1973. De skulle sedan hållas fast, och dödas antingen genom strypning eller med en pistol av 0,22 kaliber. Corll och hans medbrottslingar begravde 17 av sina offer i ett båtskjul, fyra andra  begravdes i en skog nära Sam Rayburn Reservoir, ett offer begravdes på en strand i Jefferson County, och minst sex offer begravdes på en strand på Bolivar Peninsula. Brooks och Henley erkände att de hjälpt Corll vid flera bortföranden och mord, och båda dömdes i rätten till livstids fängelse.
Corll var också känd som Candy Man and the Pied Piper, eftersom han och hans familj tidigare hade ägt och drivit en godisfabrik i Houston Heights, och han hade varit känd för att han gett gratis godis till barn.
Corll påstods även ha kopplingar till John David Normans pedofilnätverk som uppdagades ett par år senare, men det har inte kunnat bevisas.

## Offer
Corll och hans medbrottslingar är kända för att ha dödat minst 28 tonåringar och unga män mellan september 1970 och augusti 1973, även om det misstänks att det verkliga antalet offer kan vara högre. Eftersom Corll hade dödats omedelbart innan hans mord upptäcktes, kommer det verkliga antalet offer han påstått aldrig att bli känt. Hittills har 27 av Corlls kända offer identifierats, och identiteten är känd på ett 28:e offer vars kropp aldrig hittats. Alla dessa offer hade dödats genom antingen pistolskott, strypning eller en kombination av båda.

### 1970
- 25 september: Jeffrey Alan Konen, 18. En student vid University of Texas i Austin kidnappades medan han liftade från Austin till distriktet Braeswood Place i Houston. Han begravdes på High Island Beach.[8]
- 13 december: James Eugene Glass, 14. En bekant till Corll som även kände Brooks. Glass sågs senast av sin bror i sällskap med Danny Yates som gick mot utgången från kyrkan som trion hade besökt. Han stryptes med en sladd och begravdes inne i båtskjulet.[9]
- 13 december: Danny Michael Yates, 14. Lockades tillsammans med sin vän James Glass av Brooks till Corlls lägenhet i Yorktown. Han och hans vän stryptes innan de begravdes i en gemensam grav i Corlls båtskjul.[10]

### 1971
- 30 januari: Donald Wayne Waldrop, 15. Försvann då han skulle besöka en vän för att diskutera bildandet av en bowlingliga. Brooks hävdade att Donalds far, som var byggare, arbetade på lägenheten bredvid Corll vid den tidpunkt då Donald och hans bror mördades.[6]

- 30 januari: Jerry Lynn Waldrop, 13. Den yngsta av Corlls offer. Han och hans bror blev kvävda dagen efter och begravdes i en gemensam grav inuti Corlls båtskjul.[6]
- 9 mars: Randell Lee Harvey, 15. Försvann på väg hem från jobbet på en bensinstation. Han sköts i huvudet och begravdes i Corlls båtskjul. Resterna från kroppen identifierades i oktober 2008.
- 29 maj: David William Hilligiest, 13. En av Henleys tidigaste barndomsvänner. Hilligiest sågs senast i sällskap med sin vän Gregory Malley Winkle som gick till en lokal simbassäng. De två sågs senast då de klev in i en vit skåpbil.
- 29 maj: Gregory Malley Winkle, 16. En tidigare anställd på Corll Candy Company och pojkvän till Randell Harveys syster. Winkle ringde till sin mamma och påstod att han och Hilligiest simmade i Freeport. Hans kropp hittades i båtskjulet med sladden som användes för att strypa honom knuten runt hans hals.[11]
- 17 augusti: Ruben Willfard Watson Haney, 17. Lämnade sitt hem för att gå på bio på eftermiddagen den 17 augusti. Haney ringde senare till sin mamma för att berätta att han tillbringade kvällen med Brooks. Han tystades med munkavle, stryptes och begravdes i Corls båtskjul.[12][13]

### 1972
- 24 mars: Frank Anthony Aguirre, 18. Aguirre hade förlovat sig med Rhonda Williams, vars närvaro i Corlls hus senare skulle utlösa den dödliga konfrontationen mellan Henley och Corll. Han blev kvävd och begravd på High Island Beach.[14][15]
- 20 april: Mark Steven Scott, 17. En vän till både Henley och Brooks som dödades på Corlls Schuler Street. Han tvingades skriva ett brev till sina föräldrar och hävdade att han hittat ett jobb i Austin. Henley uppgav att Scott blev strypt nästa morgon och begravdes på High Island Beach, även om hans kvarlevor aldrig hittades.[16]
- 21 maj: Johnny Ray Delome, 16. En ungdom i Houston Heights som senast sågs med sin vän gå till en lokal butik. Han blev skjuten i huvudet, sedan strypt av Henley.
- 21 maj: Billy Gene Baulch Jr., 17. En tidigare anställd på Corll Candy Company. Baulch tvingades skriva ett brev till sina föräldrar och hävdade att han och Delome hade hittat arbete i Madisonville innan han blev kvävd av Henley och begravdes på High Island Beach.[17]
- 19 juli: Steven Kent Sickman, 17. Sickman sågs senast lämna en fest som hölls i Houston Heights. Han bröt flera revben innan han stryptes med en nylonsträng och begravdes i båtskjulet. Han var fram till december 1993 felidentifierad och identifierades korrekt i mars 2011.[18]
- ca. 21 augusti: Roy Eugene Bunton, 19. Försvann på väg till jobbet på en skobutik. Han sköts två gånger i huvudet och begravdes i båtskjulet. Kvarlevorna felidentifierades i oktober 1973 och identifierades korrekt i november 2011.[19][20]
- 2 oktober: Wally Jay Simoneaux, 14. Lockade med sin vän in i Brooks Corvette natten den 2 oktober. Simoneaux försökte ringa sin mamma på Corlls bostad innan samtalet avslutades. Han blev kvävd och begravd i Corls båtskjul.[21][22][23]
- 2 oktober: Richard Edward Hembree, 13. Seddes senast tillsammans med sin vän i ett fordon parkerat utanför en livsmedelsbutik i Houston Heights. Han sköts i munnen och stryptes i huset på Corlls Westcott Towers.[17]
- ca. 1 november: Willard Karmon Branch, Jr. 18. Son till en HPD-officer som senare dog av en hjärtattack i sökandet efter sin son. Gren förkrossades innan han sköts i huvudet och begravdes i båtskjulet. Kvarlevorna identifierades i juli 1985. [24] [25] [26]
- 15 november: Richard Alan Kepner, 19. Han försvann när han ringde sin fästmö från en betaltelefon, han blev kvävd och begravd på High Island Beach. Kvarlevorna identifierades i september 1983. [27] [28]

### 1973
- 1 februari: Joseph Allen Lyles, 17. En bekant av Corll som bodde på samma gata som Brooks. Han sågs av Brooks som "gripen" av Corll på hans Wirt Road -adress och begravdes därefter på Jefferson County Beach.[14][29] Blir lokaliserad augusti 1983 och identifierades november 2009.
- 4 juni: William Ray Lawrence, 15. En vän till Henley som ringde sin far för att fråga om han kunde fiska med "några vänner". Han hölls vid liv av Corll i tre dagar innan han stryptes med en sladd och begravdes vid sjön Sam Rayburn. [30] :27[14] [31]
- 15 juni: Raymond Stanley Blackburn, 20. En gift man från Baton Rouge, Louisiana, som försvann när han liftade från Heights för att se sitt nyfödda barn. Blackburn hade anlänt till Houston tre månader före hans bortförande för att arbeta på ett byggprojekt. [32] Han blev kvävd av Corll i sitt Lamar Drive -boende och begravdes vid sjön Sam Rayburn. [33]
- 7 juli: Homer Luis Garcia, 15. Träffade Henley medan båda ungdomarna var inskrivna på en bilskola i Bellaire. Han sköts i huvudet och bröstet och lämnades för att blöda ihjäl i Corlls badkar innan han begravdes vid sjön Sam Rayburn. [34]
- 12 juli: John Manning Sellars, 17. En ungdom i Orange County dödade två dagar före hans 18-årsdag. Sellars dödades av fyra skott mot bröstet och begravdes på High Island Beach. Han var det enda offret som begravdes helt klädd. [35]
- 19 juli: Michael Anthony Baulch, 15. Corll hade dödat hans äldre bror, Billy, året innan. Han blev kvävd och begravd vid sjön Sam Rayburn. Rester identifierade september 2010. [36]

- 25 juli: Marty Ray Jones, 18. Jones sågs senast tillsammans med sin vän och rumskamrat, Charles Cobble, som gick längs 27th Street i sällskap med Henley. Han blev strypt med en persienneband och begravd i båtskjulet.
- 25 juli: Charles Cary Cobble, 17. En skolkamrat till Henley vars fru var gravid vid mordet; Cobble ringde senast till sin far i ett tillstånd av hysteri och hävdade att han och Jones hade kidnappats av droghandlare. Hans kropp, skjuten två gånger i huvudet, hittades i båtskjulet. [37] [38]
- 3 augusti: James Stanton Dreymala, 13. Dreymala, son till sjundedagsadventister, sågs senast cykla i Pasadena. Han ringde senast sina föräldrar för att berätta att han var på en "fest" tvärs över staden. [39] Han blev kvävd och begravd i båtskjulet. [40]